# Ryan Malone (calciatore)
Ryan Patrick Malone (Chicopee, 11 agosto 1992) è un calciatore statunitense, difensore dell'Erzgebirge Aue.

## Carriera
Ha iniziato a giocare al Springfield College con i Pride e, nelle stagioni 2011 e 2012, ha fatto parte anche della rosa dei Western Mass Pioneers, militanti nell'USL PDL. Il 1º giugno 2015 si è trasferito in Germania al Magdeburgo, in terza divisione. In seguito ha giocato nella quarta divisione tedesca con Kickers Stoccarda, Lokomotive Lipsia e Lubecca, con cui ha ottenuto anche una promozione in terza divisione. Il 20 luglio 2021 è stato acquistato dall'Hansa Rostock, firmando un contratto annuale con opzione di rinnovo per un'altra stagione. Tre giorni dopo ha esordito in Zweite Bundesliga, subentrando al 75' a Thomas Meißner nell'incontro perso per 1-3 contro il Karlsruhe. Il 14 ottobre 2022 ha segnato la sua prima rete in campionato, nell'incontro pareggiato per 2-2 contro il Greuther Fürth.

## Statistiche

### Presenze e reti nei club
Statistiche aggiornate all'11 febbraio 2023.
| Stagione                 | Squadra                  | Campionato               | Campionato | Campionato | Coppe nazionali | Coppe nazionali | Coppe nazionali | Coppe continentali | Coppe continentali | Coppe continentali | Altre coppe | Altre coppe | Altre coppe | Totale | Totale |
| Stagione                 | Squadra                  | Comp                     | Pres       | Reti       | Comp            | Pres            | Reti            | Comp               | Pres               | Reti               | Comp        | Pres        | Reti        | Pres   | Reti   |
| ------------------------ | ------------------------ | ------------------------ | ---------- | ---------- | --------------- | --------------- | --------------- | ------------------ | ------------------ | ------------------ | ----------- | ----------- | ----------- | ------ | ------ |
| 2015-2016                | Magdeburgo               | 3L                       | 9          | 2          | CG              | 0               | 0               |                    | -                  | -                  |             | -           | -           | 9      | 2      |
| 2016-2017                | Kickers Stoccarda        | RL                       | 26         | 4          | CG              | 0               | 0               |                    | -                  | -                  |             | -           | -           | 26     | 4      |
| 2017-2018                | Lokomotive Lipsia        | RL                       | 30         | 10         | CG              | 0               | 0               |                    | -                  | -                  |             | -           | -           | 30     | 10     |
| 2018-2019                | Lokomotive Lipsia        | RL                       | 30         | 9          | CG              | 0               | 0               |                    | -                  | -                  |             | -           | -           | 30     | 9      |
| Totale Lokomotive Lipsia | Totale Lokomotive Lipsia | Totale Lokomotive Lipsia | 60         | 19         |                 | 0               | 0               |                    | -                  | -                  |             | -           | -           | 60     | 19     |
| 2019-2020                | Lubecca                  | RL                       | 23         | 2          | CG              | 1               | 0               |                    | -                  | -                  |             | -           | -           | 24     | 2      |
| 2020-2021                | Lubecca                  | 3L                       | 23         | 2          | CG              | 0               | 0               |                    | -                  | -                  |             | -           | -           | 23     | 2      |
| Totale Lubecca           | Totale Lubecca           | Totale Lubecca           | 46         | 4          |                 | 1               | 0               |                    | -                  | -                  |             | -           | -           | 47     | 4      |
| 2021-2022                | Hansa Rostock            | 2L                       | 23         | 2          | CG              | 2               | 0               |                    | -                  | -                  |             | -           | -           | 25     | 2      |
| 2022-2023                | Hansa Rostock            | 2L                       | 17         | 1          | CG              | 1               | 0               |                    | -                  | -                  |             | -           | -           | 18     | 1      |
| Totale Hansa Rostock     | Totale Hansa Rostock     | Totale Hansa Rostock     | 40         | 1          |                 | 3               | 0               |                    | -                  | -                  |             | -           | -           | 43     | 1      |
| Totale carriera          | Totale carriera          | Totale carriera          | 181        | 30         |                 | 4               | 0               |                    | -                  | -                  |             | -           | -           | 185    | 30     |